# Aloe peglerae x claviflora
Aloe peglerae x claviflora é uma espécie de liliopsida do gênero Aloe, pertencente à família Asphodelaceae.